# فيكرز أف.بي.19
فيكرز أف.بي.19 (F. B. 19) طائرة مقاتلة استكشافية بريطانية يمقعد واحد من حقبة الحرب العالمية الأولى، طورت من طائرة فيكرز إي.أس.1, و في بعض الأحيان تعرف باسم فيكرز بولت (الرصاصة). خدمت في الفيلق الجوي الملكي و القوات الجوية الإمبراطورية الروسية.

## المشغلون
: الإمبراطورية الروسية الخدمة الجوية
: الجو السوفياتي
: سلاح الطيران الملكي